# Acebedo (Estados Unidos)
Acebedo es un área no incorporada ubicada en el condado de Kings en el estado estadounidense de California.

## Geografía
Acebedo se encuentra ubicada en las coordenadas 35°49′55″N 120°12′7″O / 35.83194, -120.20194.